# 355 Gabriella
355 Gabriella este un asteroid din centura principală, descoperit pe 20 ianuarie 1893, de Auguste Charlois.